# 川东薹草
川东薹草（学名：Carex fargesii）为莎草科薹草属的植物，为中国的特有植物。分布于中国大陆的湖南、湖北、四川、贵州等地，生长于海拔900米至2,250米的地区，多生长在阴处及河沟边。